# ادگار ساویسار
ادگار ساویسار (استونیایی: Edgar Savisaar؛ زادهٔ ۳۱ مهٔ ۱۹۵۰ – درگذشتهٔ ۲۹ دسامبر ۲۰۲۲) یک سیاستمدار اهل استونی بود.
وی که دانش‌آموخته دانشگاه تارتو می‌باشد از اوت ۱۹۹۱ تا ژانویه ۱۹۹۲ کفیل نخست‌وزیر استونی، از سال ۱۹۹۲ تا ۱۹۹۵ میلادی نایب رئیس پارلمان استونی، سال ۱۹۹۵ وزیر کشور استونی، از سال ۲۰۰۱ تا ۲۰۰۴ شهردار تالین، از سال ۲۰۰۵ تا ۲۰۰۷ وزیر امور اقتصادی و ارتباطات استونی و از ۲۰۰۷ سپتامبر ۲۰۱۵ مجدداً شهردار تالین بوده‌است،